# Liste der Anime-Titel/Z

## Z
| Name                                                               | Alternative Namen                                                     | Veröffentlichungsjahr | Studio(s)            |
| ------------------------------------------------------------------ | --------------------------------------------------------------------- | --------------------- | -------------------- |
| Z wie Zorro (52 Folgen)                                            | 怪傑ゾロ, Kaiketsu Zorro                                              | 1996 als Fernsehserie | Production Reed      |
| Zakuro Yashiki (eine Folge)                                        | ざくろ屋敷                                                            | 2006 als OVA          | Tōei Animation       |
| Zankyō no Terror (11 Folgen)                                       | 残響のテロル, Zankyō no Teroru                                        | 2014 als Fernsehserie | MAPPA                |
| Der Zauberer und die Banditen                                      | 少年猿飛佐助, Shōnen Sarutobi Sasuke                                  | 1959 als Film         | Tōei Animation       |
| Zegapain (26 Folgen)                                               | ZEGAPAIN -ゼーガペイン-                                               | 2006 als Fernsehserie | Sunrise              |
| Zemmai Zamurai                                                     | ぜんまいざむらい                                                      | 2006 als Fernsehserie | A-1 Pictures, Noside |
| Zero no Tsukaima (13 Folgen)                                       | ゼロの使い魔                                                          | 2006 als Fernsehserie | J.C.Staff            |
| ↳ Zero no Tsukaima – Futatsuki no Kishi (12 Folgen)                | ゼロの使い魔 ～双月の騎士～                                           | 2007 als Fernsehserie | J.C.Staff            |
| ↳ Zero no Tsukaima – Princess no Rondo (12 Folgen)                 | ゼロの使い魔 ～三美姫の輪舞～, Zero no Tsukaima – Purinsessu no Rondo | 2008 als Fernsehserie | J.C.Staff            |
| ↳ Zero no Tsukaima F (12 Folgen)                                   | ゼロの使い魔F                                                         | 2012 als Fernsehserie | J.C.Staff            |
| Zetman (13 Folgen)                                                 | ZETMAN                                                                | 2012 als Fernsehserie | TMS Entertainment    |
| Zetsuen no Tempest (12 Folgen)                                     | 絶園のテンペスト, Zetsuen no Tempesuto                                | 2012 als Fernsehserie | Bones                |
| Zettai Bōei Leviathan (13 Folgen)                                  | 絶対防衛レヴィアタン, Zettai Bōei Reviatan                            | 2013 als Fernsehserie | Gonzo                |
| Zettai Karen Children (52 Folgen)                                  | 絶対可憐チルドレン                                                    | 2008 als Fernsehserie | SynergySP            |
| ↳ Zettai Karen Children – Aitazōsei! Ubawareta Mirai? (eine Folge) | 絶対可憐チルドレン 〜愛多憎生!奪われた未来?〜                         | 2010 als OVA          | SynergySP            |
| ↳ The Unlimited: Hyōbu Kyōsuke (12 Folgen)                         | THE UNLIMITED 兵部京介                                                | 2013 als Fernsehserie | Manglobe             |
| Zettai Shōnen (26 Folgen)                                          | 絶対少年, Absolute Boy                                                | 2005 als Fernsehserie | Ajia-dō              |
| Zettai Yareru Graecia Shinwa (13 Folgen)                           | 絶対やれるギリシャ神話, Zettai Yareru Girisha Shinwa                  | 2008 als Fernsehserie | A-1 Pictures, Noside |
| Zipang (26 Folgen)                                                 | ジパング                                                              | 2004 als Fernsehserie | Studio Deen          |
| Zone of the Enders                                                 |                                                                       |                       |                      |
| ↳ Z.O.E 2167 IDOLO (eine Folge)                                    | Zone of the Enders 2167 Idolo                                         | 2001 als OVA          | Sunrise              |
| ↳ Z.O.E Dolores, i (26 Folgen)                                     | Zone of the Enders: Dolores, i                                        | 2001 als Fernsehserie | Sunrise              |
| Zombie Land Saga (12 Folgen)                                       | ゾンビランドサガ, Zonbi Rando Saga                                    | 2019 als Fernsehserie | MAPPA                |
| ↳ Zombie Land Saga Revenge (12 Folgen)                             | ゾンビランドサガ, Zonbi Rando Saga                                    | 2021 als Fernsehserie | MAPPA                |
| Zombie-Loan (13 Folgen)                                            | ZOMBIE-LOAN                                                           | 2007 als Fernsehserie | Xebec M2             |
| Zumomo to Nupepe (13 Folgen)                                       | ズモモとヌペペ                                                        | 2012 als Fernsehserie | Egg                  |
| Z/X Ignition (12 Folgen)                                           | Z/X IGNITION                                                          | 2014 als Fernsehserie |                      |